# Green on Red
I Green on Red sono un gruppo rock statunitense, formatosi a Tucson, Arizona, ed associato alla scena punk di questa città, ma operante per la maggior parte della sua carriera a Los Angeles, California, dove vennero accostati al genere Paisley underground.

## Storia del gruppo
Il gruppo si formò nel 1977 con il nome di The Serfers, con una formazione a quattro, composta da Dan Stuart alla voce e chitarra, Jack Waterson al basso, Van Christian alla batteria, (successivamente fondatore dei Naked Prey) e Sean Nagore all'organo che rimpiazzato dopo poco tempo da Chris Cacavas. Nell'estate del 1980, il gruppo si trasferì a Los Angeles, dove assunse il nome attuale, tratto dal titolo di uno dei loro pezzi, per essere confusi con la locale scena "surf punk". Christian ritornò a Tucson e fu rimpiazzato da Alex MacNicol.
Il gruppo realizzò quindi 300 copie di un EP autoprodotto in formato vinile rosso, ufficialmente senza titolo, ma spesso indicato come Two Bibles. Vennero notati da Steve Wynn, allora leader dell'emergente gruppo dei Dream Syndicate che decise di produrre nel 1982 il loro secondo EP omonimo e che fu pubblicato dalla sua etichetta Down There.
L'anno successivo i Green on Red seguirono i Dream Syndicate alla Slash Records che pubblicò l'album d'esordio Gravity Talks, considerato dalla critica uno tra gli album più rappresentativi del movimento Paisley Underground.
Nel 1985 si unì il chitarrista di San Francisco Chuck Prophet in occasione di Gas Food Lodging, secondo album del gruppo, uscito per la Enigma Records. Subito dopo MacNicol lasciò il gruppo e fu sostituito da Keith Mitchell (successivamente nei Mazzy Star). Sempre nel 1985, Dan Stuart pubblicò con Steve Wynn a nome  Danny and Dusty l'album The Lost Weekend per la A&M Records.
Il gruppo firmò con la major Phonogram/Mercury. Sempre nel 1985 uscì l'EP No Free Lunch che fu seguito due anni più tardi dall'album The Killer Inside Me (1987), prodotto da Jim Dickinson agli Ardent Studios di Memphis. Subito dopo la pubblicazione di questo album il gruppo si divise. Chris Cacavas iniziò la carriera solista. Quando Dan Stuart riprese a registrare materiale, il gruppo si era ridotto in pratica ad un duo composto da Stuart e Prophet, e per le registrazioni dell'album Here Comes the Snakes uscito nel 1989 vennero utilizzati dei turnisti.
Altri tre album vennero realizzati prima dello scioglimento del gruppo, This Time Around nel 1989, Scapegoats del 1991 e Too Much Fun del 1992. Dan Stuart uscì dal giro della musica mentre Chuck Prophet continuò invece la carriera come solista e turnista.
Nel settembre 2005 il gruppò si riformò con i componenti del periodo migliore, e cioè Stuart, Cacavas, Prophet e Waterson, con Jim Bogios al posto di Alex MacNichol (che nel frattempo era morto) per suonare un concerto in occasione delle celebrazioni per il ventesimo anniversario dell'Hotel Congress di Tucson. A questa esibizione ne seguì un'altra a Londra il 10 gennaio 2006, probabilmente per completare il tour europeo interrotto del 1987.

## Formazione

### Principale
- Dan Stuart - voce, chitarra
- Chuck Prophet - chitarra (1985-1992)
- Jack Waterson - basso
- Alex MacNicol - batteria (1981-1985)
- Chris Cacavas - organo

### Altri componenti
- Van Christian - batteria (1979-1981)
- Sean Nagore - organo (1979-1980)
- Keith Mitchell - batteria (1985-1987)

## Discografia

### Album in studio
- 1983 - Gravity Talks
- 1985 - Gas Food Lodging
- 1987 - The Killer Inside Me
- 1988 - Here Come the Snakes
- 1989 - This Time Around
- 1991 - Scapegoats
- 1992 - Too Much Fun

### EP
- 1981 - Two Bibles
- 1982 - Green on Red
- 1985 - No Free Lunch

### Compilation
- 1998 - What Were We Thinking?